# Бренда Кірк
Бренда Кірк (англ. Brenda Kirk; 11 січня 1951 — 6 вересня 2015) — колишня південноафриканська тенісистка.
Здобула 2 парні титули.
Найвищим досягненням на турнірах Великого шолома був чвертьфінал в парному розряді.

## Фінали за кар'єру

### Парний розряд: 10 (2–8)
| Результат | Ранг | Дата             | Турнір                           | Покриття | Партнерка     | Суперниці                           | Рахунок              |
| --------- | ---- | ---------------- | -------------------------------- | -------- | ------------- | ----------------------------------- | -------------------- |
| Поразка   | 1.   | 5 квітня 1971    | Йоганнесбург, ПАР                | Тверде   | Лаура Россоув | Маргарет Корт Івонн Гулагонг-Коулі  | 3–6, 2–6             |
| Перемога  | 1.   | 5 липня 1971     | Гштад, Швейцарія                 | Ґрунт    | Лаура Россоув | Франсуаз Дюрр Леа Періколі          | 8–6, 6–3             |
| Поразка   | 2.   | 8 травня 1972    | Борнмут, Велика Британія         | Тверде   | Бетті Стеве   | Івонн Гулагонг-Коулі Гелен Гурлей   | 5–7, 1–6             |
| Поразка   | 3.   | 19 червня 1972   | Лондон (Queens), Велика Британія | Трава    | Пат Вокден    | Розмарі Касалс Біллі Джин Кінг      | 7–5, 0–6, 2–6        |
| Перемога  | 2.   | 15 липня 1972    | Dublin, Ірландія                 | Трава    | Пат Вокден    | Івонн Гулагонг-Коулі Карен Крантцке | 6–3, 8–10, 6–2       |
| Поразка   | 4.   | 22 липня 1972    | Hoylake, Велика Британія         | Трава    | Пат Вокден    | Івонн Гулагонг-Коулі Гелен Гурлей   | Prize divided (rain) |
| Поразка   | 5.   | 6 серпня 1972    | Мастерс Цинциннаті, US           | Ґрунт    | Пат Вокден    | Маргарет Корт Івонн Гулагонг-Коулі  | 4–6, 1–6             |
| Поразка   | 6.   | 20 серпня 1972   | Мастерс Канада, Канада           | Ґрунт    | Пат Вокден    | Маргарет Корт Івонн Гулагонг-Коулі  | 6–3, 3–6, 5–7        |
| Поразка   | 7.   | 27 серпня 1972   | Haverford (Merion), US           | Трава    | Пат Вокден    | Вірджинія Вейд Шерон Волш           | 6–3, 3–6, 5–7        |
| Поразка   | 8.   | 6 листопада 1972 | Torquay, Велика Британія         | Килим    | Шерон Волш    | Маргарет Корт Вірджинія Вейд        | 4–6, 4–6             |